# Ain Dubai
Koordinaten: 25° 4′ 48,1″ N, 55° 7′ 25,4″ O
Ain Dubai (arabisch عين دبي, DMG ʿAin Dubayy) ist ein Riesenrad in Dubai (Vereinigte Arabische Emirate). Es ist mit 260 m Höhe das größte Riesenrad der Welt und wurde am 21. Oktober 2021 eröffnet. Im April 2022 wurde der Betrieb zunächst eingestellt.  Seit Dezember 2024 ist das Riesenrad wieder in Betrieb.

## Geschichte
Mit dem Bau des Riesenrades wurde im Mai 2015 begonnen. Geplant war zunächst eine Höhe von 210 m. Es sollte anfänglich zum ursprünglichen Beginn der in Dubai stattfindenden Expo 2020 am 20. Oktober 2020 in Betrieb gehen.
Nach Umplanungen wurde es schließlich 260 m hoch (Durchmesser 250 m), mit 48 Kabinen (vom französischen Hersteller POMA, der auch schon die Kabinen für das London Eye lieferte) für 1750 Passagiere. Das Rad wird von 192 Seilspeichen getragen, die eine Gesamtlänge von 24 km haben.
Mit der Verschiebung der Expo um ein Jahr wurde auch die Eröffnung auf den 21. Oktober 2021 verlegt. Nach dem Ende der Expo erfolgte die vorübergehende Schließung.
Eine Fahrt dauert etwa 38 Minuten und kostete 2022 ab 130 AED (30 €).
Das Ain Dubai steht auf der künstlich aufgeschütteten Insel Bluewaters Island, die vor der Küste gegenüber dem Hochhausareal Jumeirah Beach Residence des Stadtteils Dubai Marina liegt. Die Baukosten sollen sich auf ca. 238 Mio. Euro belaufen haben.
In dem AIN wurden Stromschienen des deutschen Unternehmens Paul Vahle GmbH aus Kamen als Antrieb verbaut.